# Estadio Internacional de Amán
El Estadio Internacional de Amán (en árabe: ستاد عمان الدولي‎) es un estadio multipropósito, pero principalmente ocupado para la práctica del fútbol, situado en la ciudad de Amán, capital de Jordania.
El estadio tiene una capacidad estimada de 25.000 espectadores y fue sede del Campeonato Asiático de Atletismo de 2007.
En la actualidad es la sede para los partidos locales de la Selección de fútbol de Jordania, así como del club Al Faisaly.

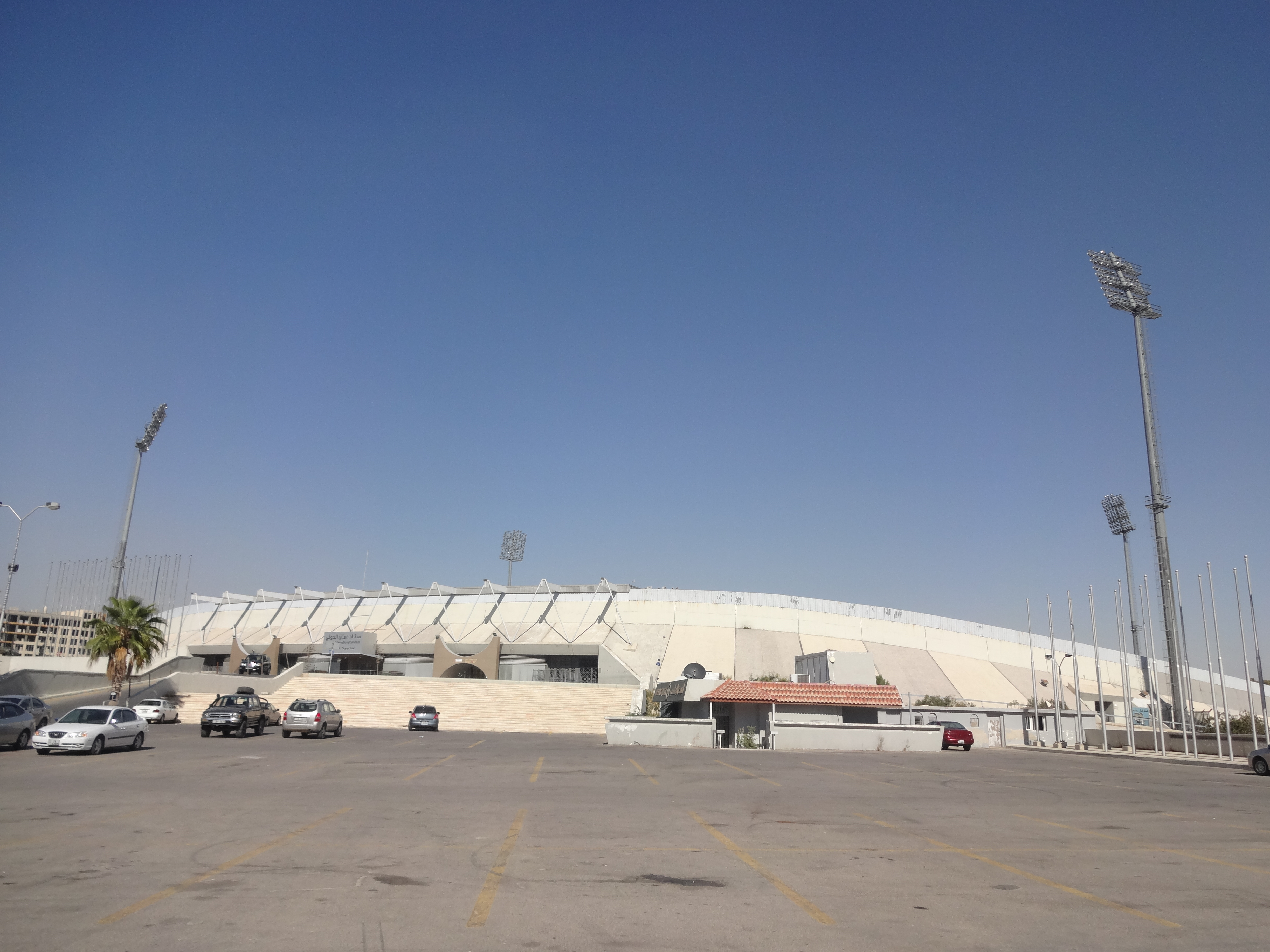
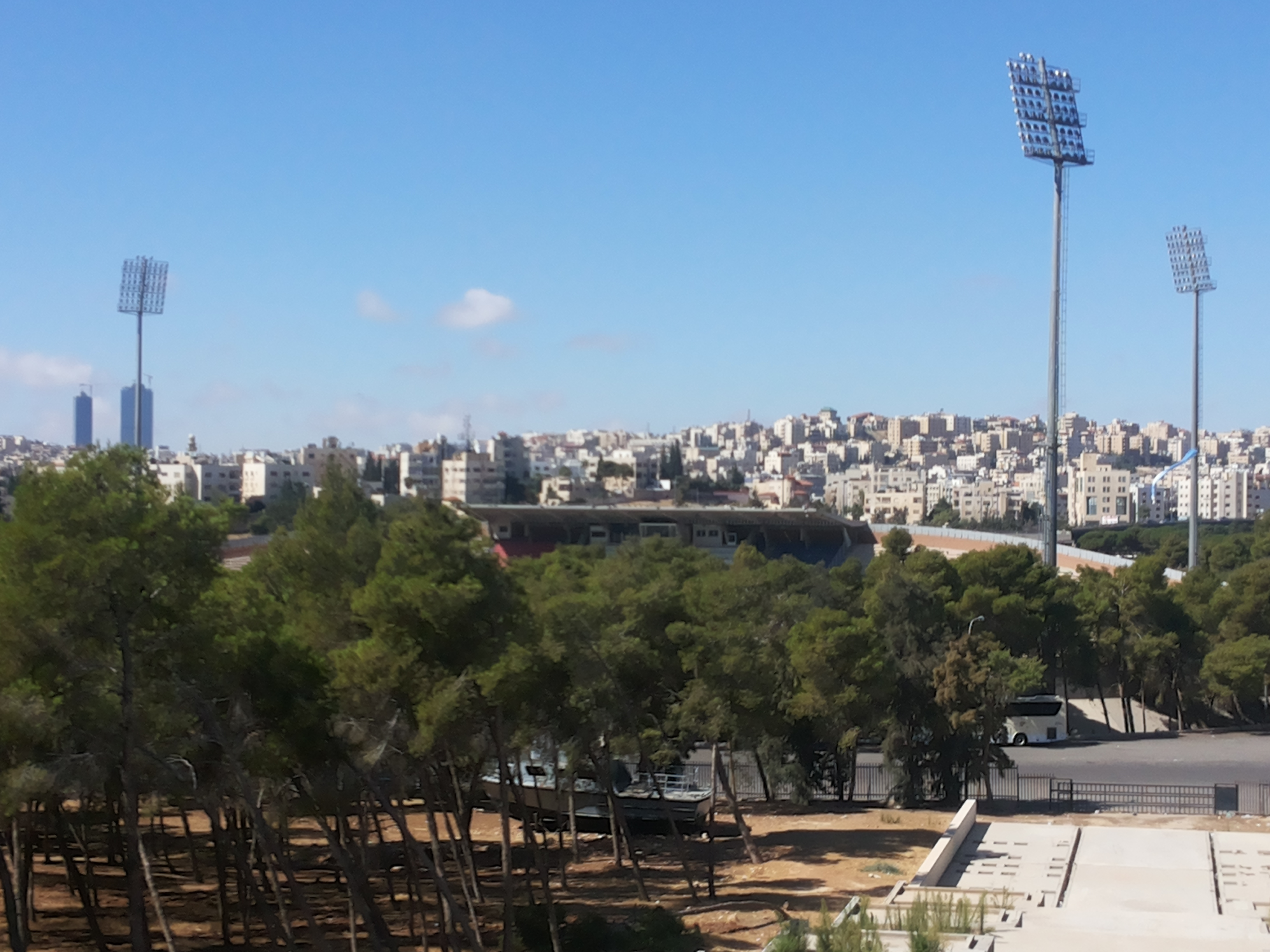